# Венява (гміна)
Гміна Венява (пол. Gmina Wieniawa) — сільська гміна у центральній Польщі. Належить до Пшисуського повіту Мазовецького воєводства.
Станом на 31 грудня 2011 у гміні проживало 5491 особа.

## Площа
Згідно з даними за 2007 рік площа гміни становила 104.03 км², у тому числі:
- орні землі: 79.00%
- ліси: 12.00%

Таким чином, площа гміни становить 12.99% площі повіту.

## Населення
Станом на 31 грудня 2011:
| Опис     | Загалом | Загалом | Чоловіки | Чоловіки | Жінки | Жінки |
| -------- | ------- | ------- | -------- | -------- | ----- | ----- |
| одиниця  | осіб    | %       | осіб     | %        | осіб  | %     |
| все      | 5491    | 100     | 2727     | 49.66    | 2764  | 50.34 |
| міське   | 0       | 100     | 0        |          | 0     |       |
| сільське | 5491    | 100     | 2727     | 49.66    | 2764  | 50.34 |

## Сільські округи
1. Бруднув
2. Глогув
3. Яблоніца
4. Камень-Дужи
5. Клудно
6. Коханув-Венявскі
7. Коморув
8. Кориціска
9. Плец
10. Погрошин
11. Ромуальдув
12. Скшінно
13. Сокольнікі-Мокре
14. Сокольнікі-Сухе
15. Вєнява
16. Воля-Брудновска
17. Виджін
18. Загуже
19. Завади
20. Жукув

## Поселення
1. Блотка
2. Бжозовіца
3. Глінянкі
4. Гурка
5. Гури
6. Калень
7. Камень-Мали
8. Кауказ
9. Коморув-Гаювка
10. Конари
11. Осіни
12. Под-Роговон
13. Под-Скшіннем
14. Рикув
15. Стайкув
16. За-Бугем
17. За-Гурамі
18. Задомбрув

## Сусідні гміни
Гміна Венява межує з такими гмінами: Борковіце, Волянув, Оронсько, Пшисуха, Пшитик, Хлевіська, Шидловець.